# Vernal Maynard
Vernal Jay Maynard (Saint Thomas, 30 aprile 1981) è un ex cestista americo-verginiano.

## Carriera
Con le Isole Vergini Americane ha disputato i Campionati americani del 2003.